# Línea 4 (EMT Madrid)
La línea 4 de la EMT de Madrid une la plaza de Ciudad Lineal con el área intermodal de Puerta de Arganda.

## Historia

### Primer itinerario por el centro
En 1948 se inauguraba la primitiva línea 4 de la EMT. Su itinerario trasladaba a los usuarios desde la Glorieta de la Iglesia (Sorolla) por Eloy Gonzalo, Quevedo, Fuencarral, Montera, Sol y Carretas hasta su cabecera en la Plaza de Benavente, regresando por el mismo itinerario que la línea 3 hasta Hortaleza y siguiendo por Mejía Lequerica, Barceló, Fuencarral, Quevedo, Eloy Gonzalo y Glorieta de la Iglesia.
Con una primera prolongación en 1951 hasta San Francisco y una segunda en 1953 hasta la calle General Sanjurjo, su denominación pasaría a ser General Sanjurjo – San Francisco.
Ese mismo año, 1953, se pondría en servicio una línea complementaria con el disco 104 para unir la calle de General Sanjurjo con la plaza de la Provincia, servicio que sería suprimido 4 años más tarde, en noviembre de 1957.
En septiembre de 1958 prolonga su recorrido por el extremo norte hasta Cuatro Caminos. El final del recorrido quedaba emplazado en la calle Maudes, entre Bravo Murillo y Joaquín García Morato, pasando a denominarse San Francisco – Cuatro Caminos.
Su última prolongación vino en marzo de 1967, por el extremo sur hasta Palacio y la Puerta de Toledo. El 6 de agosto de 1972 la línea fue refundida con la línea 3 por la similitud de su recorrido, quedando suprimida.

### Actual itinerario por San Blas
La actual línea 4 apareció el 19 de agosto de 1973, cuando ya no quedaban tranvías en la Ciudad Lineal ni en San Blas, con el recorrido Cruz de los Caídos - Vicálvaro. Esta línea tenía el mismo recorrido que en la actualidad pero se quedaba en el casco histórico de Vicálvaro sin llegar a la estación de ferrocarril.
Años más tarde, la línea amplió su recorrido hasta la estación de ferrocarril de Vicálvaro, por lo que pasó a ser Cruz de los Caídos - Estación de Vicálvaro. Esta denominación de las cabeceras cambió en 1999, cuando las líneas con cabecera en Cruz de los Caídos adoptaron el nombre con el que se había rebautizado el enclave, Plaza de Ciudad Lineal. En cuanto a la estación de Vicálvaro, al llegar a ella la red de Metro de Madrid, los autobuses pasaron a indicar Puerta de Arganda, en nombre con que se había bautizado a la nueva estación de metro. El día 26 de enero de 2004 la línea pasó de ser 4 Plaza Ciudad Lineal - Estación de Vicalvaro a 4 Plaza Ciudad Lineal - Puerta de Arganda, sin ningún cambio de recorrido.
El 13 de diciembre de 2008 modificó su recorrido por el barrio de San Blas. En sentido Puerta de Arganda, los autobuses de la línea 4 continuaban por Arcos del Jalón a Pobladura del Valle y Avenida de Canillejas a Vicálvaro, a su ruta habitual y en sentido Ciudad Lineal continuaban por Avenida de Canillejas a Vicálvaro a Pobladura del Valle y Arcos del Jalón, a su ruta habitual.

## Características
Esta línea es una de las líneas periféricas más importante, ya que conecta dos intercambiadores multimodales del este de Madrid, Ciudad Lineal y Puerta de Arganda. Ambos quedan unidos gracias a esta línea con el casco histórico de Vicálvaro, la Facultad de Ciencias Jurídicas y Sociales de la Universidad Rey Juan Carlos, el barrio de Arcos (San Blas-Canillejas) y gran parte de la calle de los Hermanos García Noblejas.

### Frecuencias
| Lunes a viernes laborables |               |
| De 6:00 a 8:00             | 8-17 minutos  |
| De 8:00 a 20:00            | 8-12 minutos  |
| De 20:00 a 23:00           | 10-17 minutos |
| Sábados laborables         |               |
| De 6:00 a 10:00            | 18-30 minutos |
| De 10:00 a 21:00           | 17-20 minutos |
| De 21:00 a 23:00           | 18-24 minutos |
| Domingos y festivos        |               |
| De 7:00 a 9:00             | 21-30 minutos |
| De 9:00 a 21:00            | 17-21 minutos |
| De 21:00 a 23:00           | 17-23 minutos |

## Recorrido y paradas

### Sentido Puerta de Arganda
La línea inicia su recorrido en la Plaza de Ciudad Lineal, en el conjunto de dársenas situadas entre la acera de los pares de la calle de Arturo Soria y la acera de los impares de la calle de Alcalá. Aquí tienen también su cabecera las líneas 77, 104, 109 y 113, existe correspondencia con la estación de Ciudad Lineal del Metro de Madrid y cerca paran las líneas 38, 48, 70 y 105. Tienen además su cabecera en esta área las líneas interurbanas 286, 288 y 289.
Nada más salir, la línea toma la calle de los Hermanos García Noblejas, por la que circula hasta girar a la izquierda para incorporarse a la calle Pobladura del Valle y,  en seguida, a la derecha por Arcos de Jalón, que recorre entera desembocando de nuevo en la calle Pobladura del Valle, al final de la cual gira a la derecha para incorporarse a la avenida de Canillejas a Vicálvaro, por la cual llega a Vicálvaro, tras pasar dos puentes sobre las autopistas M-40 y R-3.
Entrando en Vicálvaro, la línea llega a la plaza de la Vicalvarada, donde sigue de frente por el paseo de los Artilleros, que abandona en la siguiente intersección girando a la derecha para circular por la calle de Calahorra, por la cual llega a la avenida de Daroca, bordeando el campus de Vicálvaro de la Universidad Rey Juan Carlos. Al final de la avenida de Daroca, continúa de frente su recorrido por la calle de San Cipriano.
A continuación, la línea recorre entera la calle de San Cipriano, llegando a la estación de Puerta de Arganda, donde tiene su cabecera en el área intermodal en común con las líneas 71, SE718 y T23 y cerca del paso de las líneas 100, E3, E5, N7, 287 y N203, teniendo aquí correspondencia con las redes del Metro de Madrid y Cercanías Madrid.
| Código | Parada                                 | Común con            | Conexiones con Metro y Cercanías | Otros |
| ------ | -------------------------------------- | -------------------- | -------------------------------- | ----- |
| 1199   | CIUDAD LINEAL (dársenas plaza)         | 77 104 109 113       | Ciudad Lineal                    |       |
| 240    | Vital Aza-Albasanz                     | 38 48 70 105         |                                  |       |
| 242    | Ascao-Julián Camarillo                 | 38 48 70 286 288 289 |                                  |       |
| 244    | Metro García Noblejas                  | 38 48 70             | García Noblejas                  |       |
| 246    | Castillo de Arévalo                    | 38 48 70             |                                  |       |
| 4708   | Hermanos García Noblejas-Gandhi        | 38 48 70 109         |                                  |       |
| 250    | Hermanos García Noblejas-Centro Salud  | 38 48 70             |                                  |       |
| 1200   | Pobladura del Valle-Arcos de Jalón     |                      |                                  |       |
| 1202   | Arcos de Jalón-San Román del Valle     |                      |                                  |       |
| 1204   | Arcos de Jalón-Amposta                 |                      |                                  |       |
| 1206   | Arcos de Jalón-Albericia               |                      |                                  |       |
| 5650   | Arcos de Jalón-Avenida de Canillejas   |                      |                                  |       |
| 4195   | Avenida de Canillejas-Rusia            |                      |                                  |       |
| 4197   | Avenida de Canillejas-Aquitania        |                      | Avenida de Guadalajara           |       |
| 1210   | Avenida de Canillejas-Toscana          | 106 159 287          |                                  |       |
| 4612   | Avenida de Canillejas-M40              | 106 159 287          |                                  |       |
| 3758   | Plaza de la Vicalvarada                | 100 106              |                                  |       |
| 1213   | Artilleros-Calahorra                   | 100 106 287          |                                  |       |
| 1076   | Calahorra                              | 106 130              |                                  |       |
| 1066   | Avenida de Daroca-Calahorra            | 100 106 130          |                                  |       |
| 1067   | Avenida de Daroca-Campus Universitario | 100 106 130          |                                  |       |
| 4546   | Metro Vicálvaro                        | 106 E3 E5 287        | Vicálvaro                        |       |
| 4552   | San Cipriano                           | 106 E3 E5 287        | San Cipriano                     |       |
| 4555   | San Cipriano-Forges                    | 106                  |                                  |       |
| 5321   | San Cipriano-Minerva                   | E3 E5 287            |                                  |       |
| 1073   | PUERTA ARGANDA (Área Intermodal)       |                      | Puerta de Arganda Vicálvaro      |       |

### Sentido Plaza de Ciudad Lineal
El  recorrido de vuelta es igual al de ida pero en sentido contrario con una salvedad dentro de Vicálvaro, la línea circula por la calle Casalarreina en vez del Paseo de los Artilleros y la calle de Calahorra.
| Código | Parada                                 | Común con            | Conexiones con Metro y Cercanías | Otros |
| ------ | -------------------------------------- | -------------------- | -------------------------------- | ----- |
| 1073   | PUERTA ARGANDA (Área Intermodal)       |                      | Puerta de Arganda Vicálvaro      |       |
| 5322   | San Cipriano-Minerva                   | E3 E5 287            |                                  |       |
| 4556   | San Cipriano-Forges                    | 106                  |                                  |       |
| 1069   | San Cipriano                           | 106 E3 E5 287        | San Cipriano                     |       |
| 1074   | Metro Vicálvaro                        | 106 E3 E5 287        | Vicálvaro                        |       |
| 4647   | Avenida de Daroca-Campus Universitario | 100 106              |                                  |       |
| 4549   | Avenida de Daroca-Calahorra            | 100 106              |                                  |       |
| 1065   | Avenida de Daroca-Casalarreina         | E3 E5                |                                  |       |
| 1214   | Casalarreina-Daroca                    |                      |                                  |       |
| 1215   | Plaza de la Vicalvarada                |                      |                                  |       |
| 4613   | Avenida de Canillejas-M40              | 106 159 287          |                                  |       |
| 1211   | Avenida de Canillejas-Toscana          | 106 159 287          |                                  |       |
| 4611   | Avenida de Canillejas-Suecia           | 106 159 287          | Avenida de Guadalajara           |       |
| 4196   | Avenida de Canillejas-Rusia            |                      |                                  |       |
| 4192   | Arcos de Jalón-Avenida de Canillejas   |                      |                                  |       |
| 1207   | Arcos de Jalón-Albericia               |                      |                                  |       |
| 1205   | Arcos de Jalón-Amposta                 |                      |                                  |       |
| 1203   | Arcos de Jalón-San Román del Valle     |                      |                                  |       |
| 1201   | Pobladura del Valle-Arcos de Jalón     |                      |                                  |       |
| 252    | Hermanos García Noblejas-Centro Salud  | 38 48                |                                  |       |
| 248    | Hermanos García Noblejas-Gandhi        | 38 48 70             |                                  |       |
| 247    | Castillo de Arévalo                    | 38 48 70             |                                  |       |
| 245    | Metro García Noblejas                  | 38 48 70             | García Noblejas                  |       |
| 243    | Ascao-Julián Camarillo                 | 38 48 70 286 288 289 |                                  |       |
| 241    | Vital Aza-Albasanz                     | 38 48 70 105         |                                  |       |
| 239    | Ciudad Lineal                          | 38 48 70 105         |                                  |       |
| 1199   | CIUDAD LINEAL (dársenas plaza)         | 77 104 109 113       | Ciudad Lineal                    |       |

## Galería de imágenes

Intercambiador de autobuses de Ciudad Lineal, una de las cabeceras de la línea 4.
Red de autobuses dentro del barrio de Pueblo Nuevo. Atravesando el barrio por la calle Hermanos García Noblejas, al este, (en color rojo) aparece la línea 4.
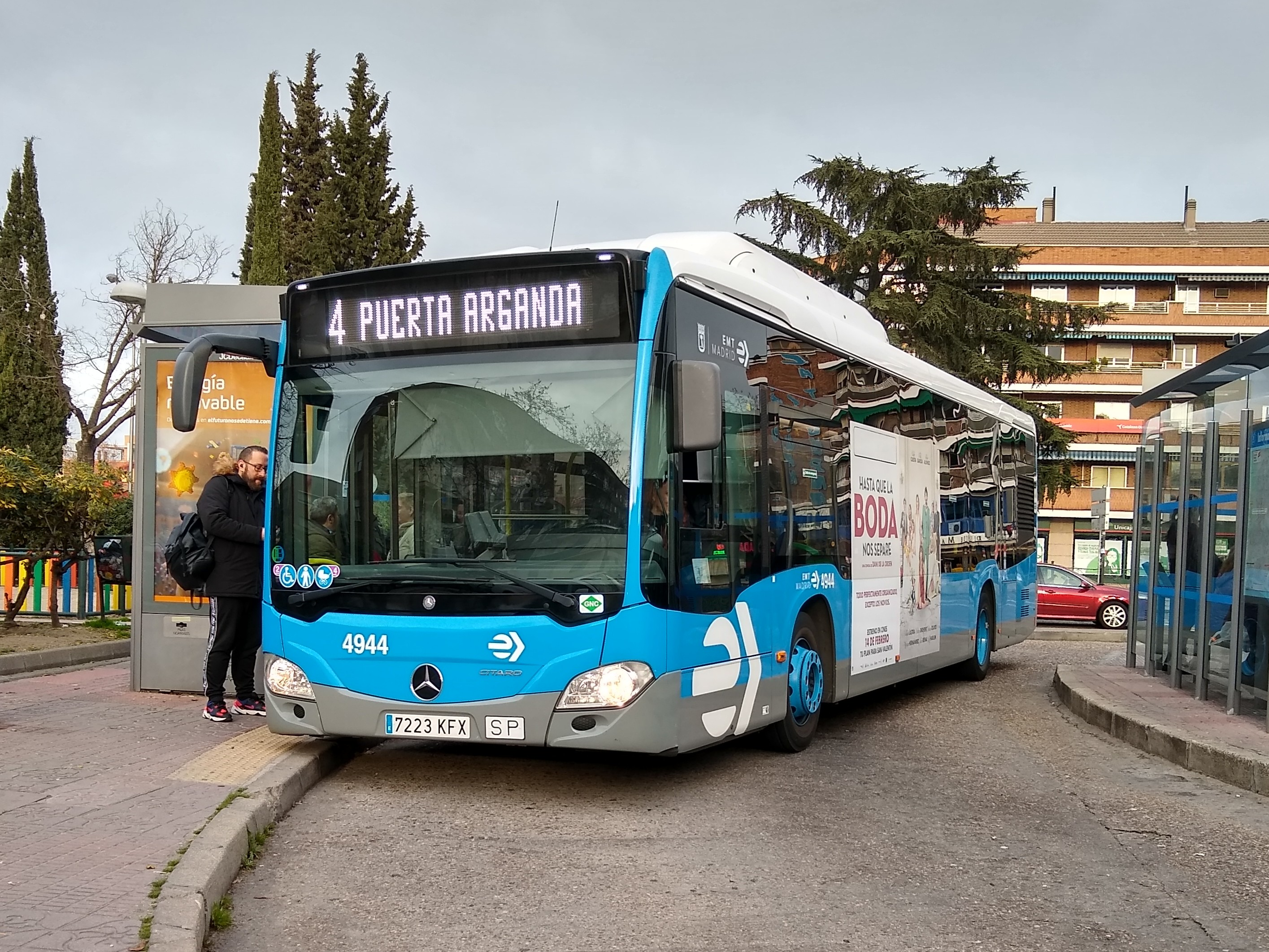
Un bus en Ciudad Lineal.